# Liste der Monuments historiques in Plouisy
Die Liste der Monuments historiques in Plouisy führt die Monuments historiques in der französischen Gemeinde Plouisy auf.

## Liste der Bauwerke
| Bezeichnung         | Beschreibung                              | Standort | Kennzeichnung | Schutzstatus | Datum | Bild           |
| ------------------- | ----------------------------------------- | -------- | ------------- | ------------ | ----- | -------------- |
| Schloss Kernabat    | Erbaut im 16./17. Jahrhundert             | (Lage)   | PA22000004    | Inscrit      | 1997  | weitere Bilder |
| Manoir de Kérisac   | Herrenhaus, erbaut im 16. Jahrhundert     | (Lage)   | PA00089492    | Inscrit      | 1926  | weitere Bilder |
| Kapelle St-Antoine  | Erbaut im 16. Jahrhundert                 | (Lage)   | PA00089491    | Inscrit      | 1926  | weitere Bilder |
| Manoir de Roudourou | Herrenhaus, erbaut im 18./18. Jahrhundert | (Lage)   | PA00089493    | Inscrit      | 1964  |                |

## Liste der Objekte
- Monuments historiques (Objekte) in Plouisy in der Base Palissy des französischen Kultusministeriums